# Storkau (Weißenfels)
Storkau ist eine Ortschaft und ein Ortsteil der Stadt Weißenfels im Burgenlandkreis in Sachsen-Anhalt.

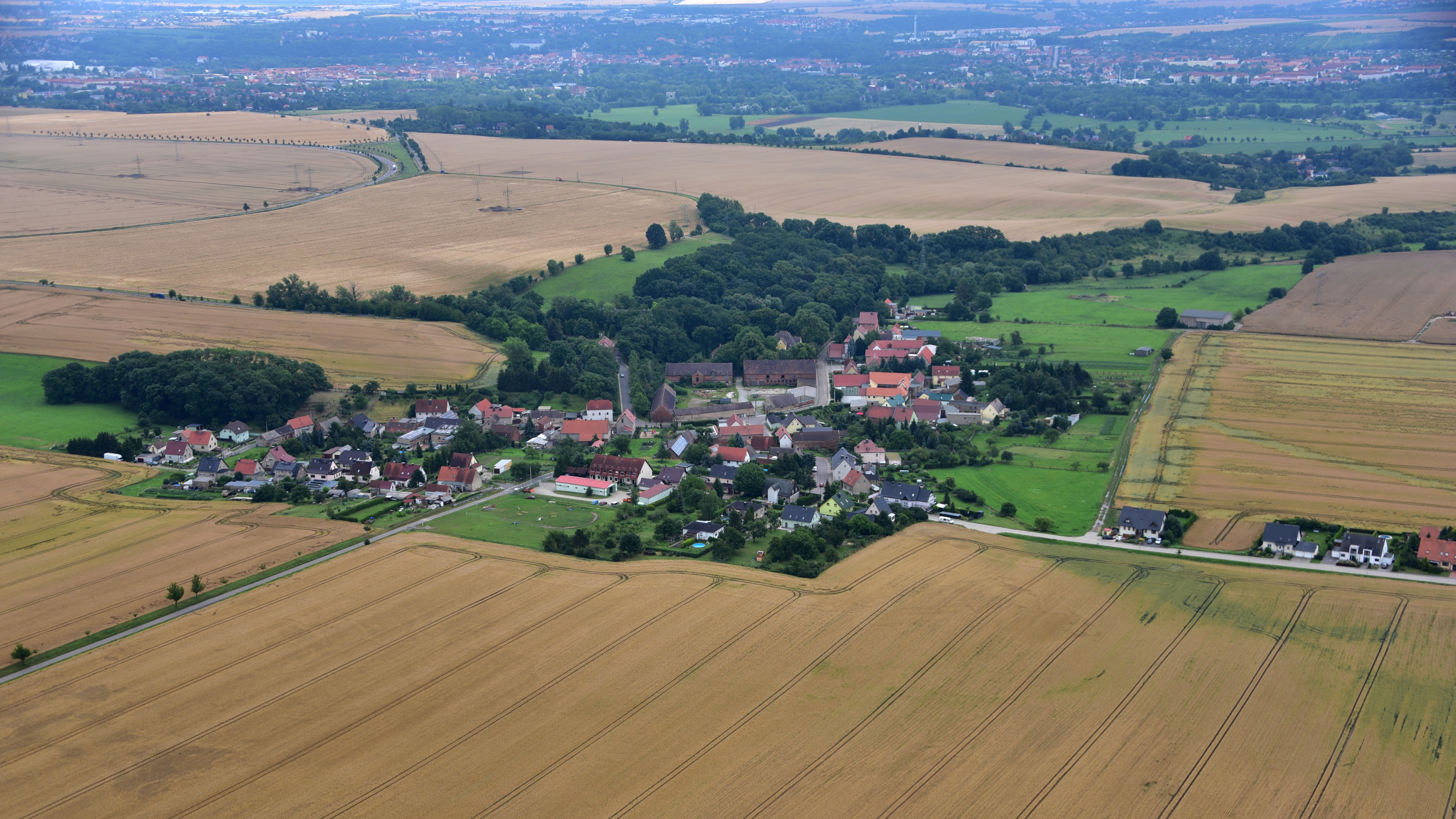
Storkau (Weißenfels), Luftaufnahme (2017)

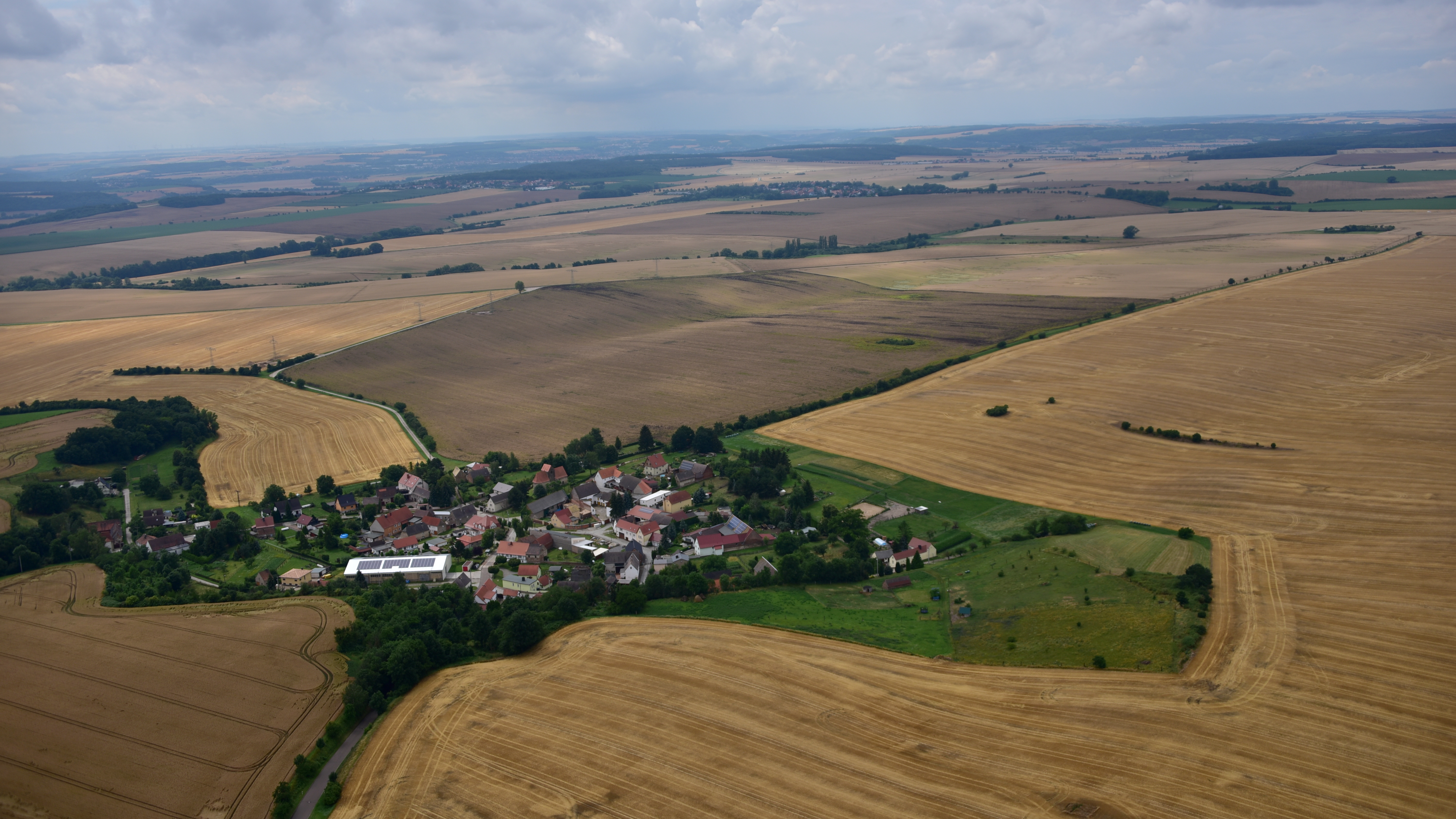
Obschütz, Luftaufnahme (2017)

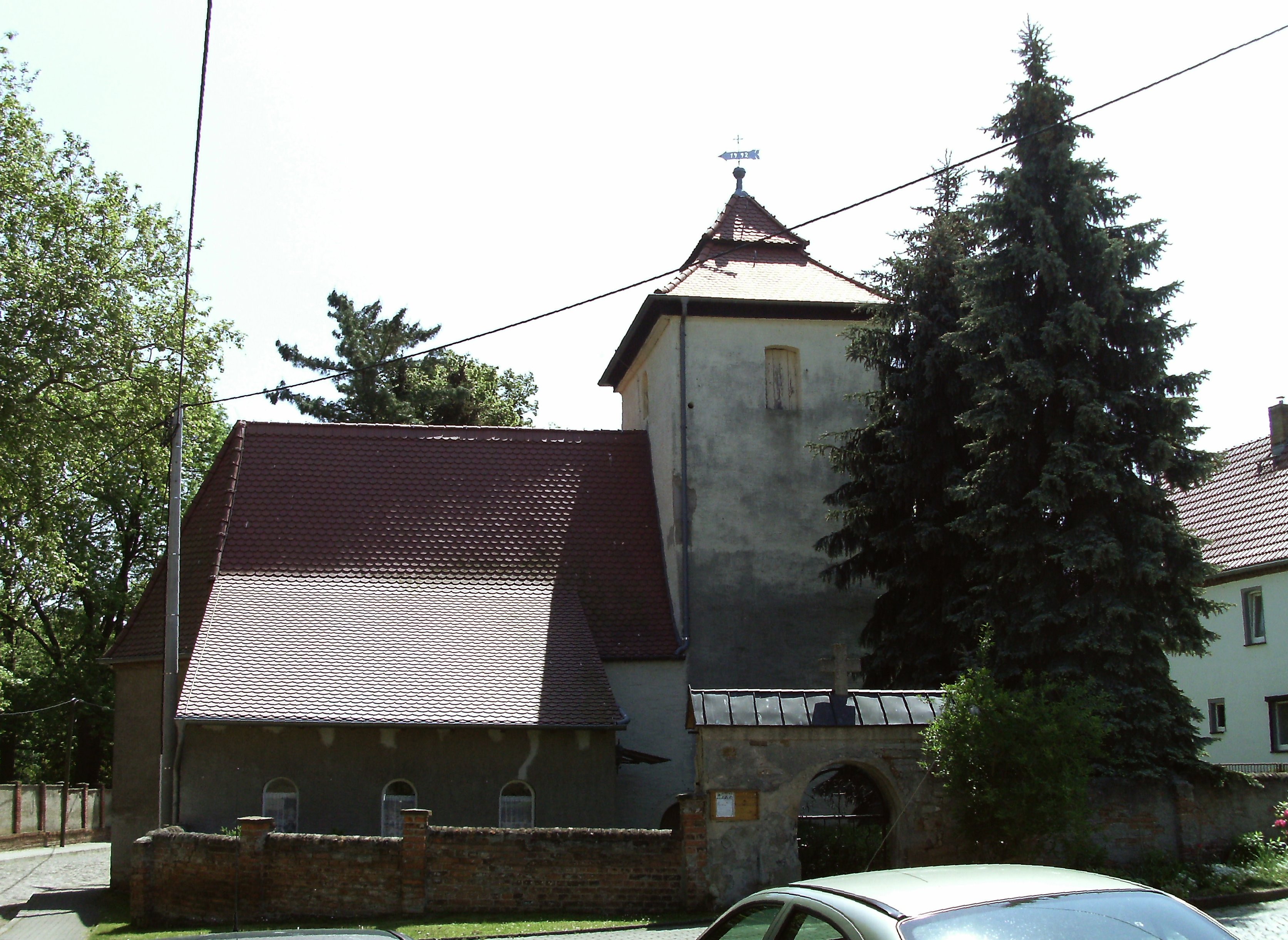
Kirche St. Vincenz und Gangolf zu Storkau

## Geografie
Storkau liegt zwischen Weißenfels und Querfurt. Auf der Gemarkung Storkau befinden sich zudem die Ortsteile Obschütz und Pettstädt.

## Geschichte
Am 1. Juli 1950 wurde die bis dahin eigenständige Gemeinde Pettstädt eingegliedert.
Am 1. September 2010 wurde Storkau nach Weißenfels eingemeindet.

## Politik
Die bis zu ihrer Zwangseingemeindung im Jahr 2010 selbständige Gemeinde Storkau ist heute ein Ortsteil sowie eine Ortschaft der Stadt Weißenfels im Sinne des § 86 GO LSA. Sie verfügt damit über einen Ortschaftsrat und einen Ortsbürgermeister.

### Ortschaftsrat
Der Ortschaftsrat besteht aus 8 gewählten Ortschaftsräten. Der Ortsbürgermeister gehört dem Ortschaftsrat ex officio an und hat den Vorsitz inne.
| Ortschaftsrat Storkau | Ortschaftsrat Storkau | Ortschaftsrat Storkau | Ortschaftsrat Storkau | Sitzverteilung im Ortschaftsrat 2024–2029Insgesamt 5 Sitze - WG: 2 - Einzel: 2 - CDU: 1 |
| Wahlvorschlag         | Wahlvorschlag         | Wahlvorschlag         | Sitze                 | Sitzverteilung im Ortschaftsrat 2024–2029Insgesamt 5 Sitze - WG: 2 - Einzel: 2 - CDU: 1 |
| Wahlvorschlag         | Wahlvorschlag         | Wahlvorschlag         | 2024                  | Sitzverteilung im Ortschaftsrat 2024–2029Insgesamt 5 Sitze - WG: 2 - Einzel: 2 - CDU: 1 |
|                       | WG                    | Wählergruppe          | 2                     | Sitzverteilung im Ortschaftsrat 2024–2029Insgesamt 5 Sitze - WG: 2 - Einzel: 2 - CDU: 1 |
|                       | EB                    | Einzelbewerber        | 2                     | Sitzverteilung im Ortschaftsrat 2024–2029Insgesamt 5 Sitze - WG: 2 - Einzel: 2 - CDU: 1 |
|                       |                       | CDU                   | 1                     | Sitzverteilung im Ortschaftsrat 2024–2029Insgesamt 5 Sitze - WG: 2 - Einzel: 2 - CDU: 1 |

### Ortsbürgermeister
Ortsbürgermeisterin ist seit der Zwangseingemeindung 2010 Walburga Schetter. Sie gehört ebenfalls dem Stadtrat der Stadt Weißenfels an und ist dort Mitglied der Fraktion „Landgemeinden“.

## Verkehr
In unmittelbarer Nähe der Gemeinde verläuft die Bundesstraße 176, die von Weißenfels nach Sömmerda führt.